# Guntram Lesch
Guntram Lesch (Munique, 30 de novembro de 1899 – Karlsruhe, 14 de outubro de 1956) foi um engenheiro eletricista alemão.
Após obter um doutorado na Universidade Técnica de Munique em 1929 trabalhou na Brown, Boveri & Cie.
Em 22 de janeiro de 1949 foi professor ordinário da TH Karlsruhe, onde foi em 1956 reitor, cargo no qual morreu.